# واگردانی محل دفن زباله

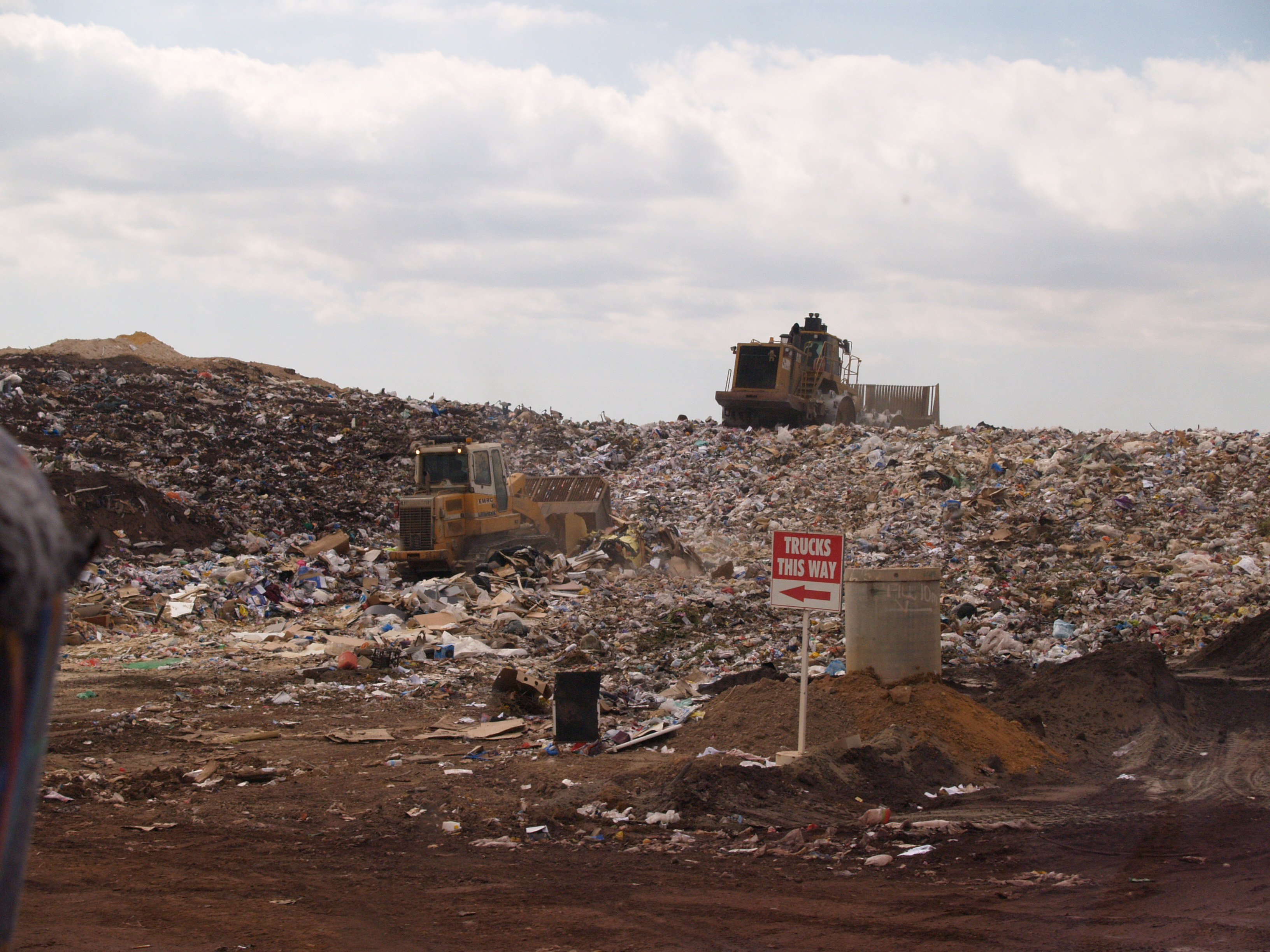
عملیات دفن زباله در پرث، استرالیای غربی

واگردانی زباله یا واگردانی محل دفن زباله (به انگلیسی: Landfill diversion)، فرایند واگردانی زباله از محل‌های دفن زباله است. موفقیت واگردانی دفن زباله را می‌توان با مقایسه اندازه محل دفن زباله از یک سال به سال دیگر اندازه‌گیری کرد. اگر محل دفن زباله حداقل رشد کند یا ثابت بماند، سیاست‌هایی که واگردانی دفن زباله را پوشش می‌دهند موفقیت‌آمیز هستند. به عنوان مثال، در حال حاضر در ایالات متحده ۳۰۰۰ محل دفن زباله وجود دارد. معیار موفقیت واگردانی دفن زباله در صورتی است که این تعداد ثابت بماند یا کاهش یابد. در سال ۲۰۱۵ ثبت شد که میانگین ملی واگردانی دفن زباله در ایالات متحده ۳۳٫۸٪ بود، در حالی که سانفرانسیسکو موثرترین سیاست‌ها را اجرا کرده بود و نرخ واگردانی دفن زباله را ۷۷٪ ثبت کرده بود.